# الماء واليابسة والأنظمة البيئية
الماء واليابسة والأنظمة البيئية أحد البرامج البحثية الجديدة المتعددة التي اعتمدتها المجموعة الاستشارية للأبحاث الزراعية الدولية (CGIAR) عام 2011 عقب فترة طويلة من الأعمال الاستشارية بدأت عام 2009. وسيعتمد هذا البرنامج البحثي على موارد من 14 مركزًا تابعًا لـ المجموعة الاستشارية للأبحاث الزراعية الدولية والعديد من الشركاء الخارجيين، وذلك بهدف توفير منهج أكثر تكاملاً للبحث في إدارة الموارد الطبيعية. ويهدف البرنامج البحثي إلى زيادة الإنتاجية الزراعية مع الحفاظ على البيئة، بحيث يتم ضمان الأمن الغذائي لمعظم بني الإنسان ويصبح الفقر مجرد ذكرى. إن المحاور الخمسة الأساسية للبرنامج هي : أحواض النهر وأنظمة الري ونظم المعلومات وإعادة استخدام الموارد واستكشافها وأنظمة الزراعة المروية بمياه الأمطار.
لقد صدر تقرير عن برنامج الأمم المتحدة للبيئة (UNEP) والمعهد الدولي لإدارة المياه (IWMI – الذي يعمل تحت مظلة المجموعة الاستشارية للأبحاث الزراعية الدولية وسيكون مساهمًا أساسيًا في البرنامج البحثي الجديد), ويبين هذا التقرير مفهوم إتمام عملية الزراعة في إطار أنظمة بيئية صحية. فلقد أدت أساليب الزراعة الحالية إلى زيادة رقعة الموارد المائية وإلى ارتفاع مستوى التعرية وانخفاض خصوبة التربة. ووفقًا للتقرير، , لا توجد موارد مائية كافية لتستمر الزراعة حسب الأساليب المستخدمة حاليًا، ومن ثم فيجب أن نفكر في كيفية استخدامنا للموارد المائية والأراضي وموارد الأنظمة البيئية لزيادة المحاصيل الزراعية. ويشير التقرير إلى أننا بحاجة إلى تعيين قيمة للأنظمة البيئية، وإدراك المفاضلات البيئية وأسباب العيش، والموازنة بين حقوق مختلف المستخدمين ومختلف المصالح. كما أننا بحاجة إلى معالجة عدم المساواة الحاصلة عندما يتم اتباع مثل تلك الإجراءات، مثل إعادة توزيع المياه من الفقراء إلى الأغنياء، أو مسح الأرض لإفساح الطريق أمام الأراضي الزراعية الأكثر إنتاجية، أو الحفاظ على نظام الأراضي الرطبة الذي يحد من حقوق صيد الأسماك.